# 어스 스타 엔터테인먼트
주식회사 어스 스타 엔터테인먼트(일본어: 株式会社アース・スター エンターテイメント 가부시키가이샤 아스 스타 엔타테인멘토[*], 영어: EARTH STAR Entertainment)는 도쿄도 미나토구에 본사를 둔 일본의 출판사다. 컬처 엔터테인먼트의 자회사다.

## 역사

### (구) 주식회사 어스 스타 엔터테인먼트
2006년 6월 5일에 주식회사 톱 파트너스 산하의 종합 엔터테인먼트 회사로 설립되었다. 영화 제작 사업에서 시작하여 2008년 9월에 비디오 메이커 사업과 출판 사업을 개시했다. 2009년 5월에 탤런트 매니지먼트 사업을 개시해, 같은 해 10월에 방송 개시한 《성검의 블랙스미스》에서 애니메이션 제작 사업에 참가했다. 2010년 12월에 코믹 레이블 '어스 스타 코믹스'를 창간해, 코믹스 사업에 입문했다. 2011년 3월에 미디어 믹스 코믹지 《월간 코믹 어스 스타》를 창간했다. 2013년 2월에 TV 애니메이션 《만걸!》의 주제가 CD 〈girl meet DEADLINE〉를 발매해, 음악 사업에 입문했다. 2014년 12월에 '어스 스타 노벨'을 창간해, 라이트 노벨 분야에 입문했다. 2016년 3월에 사무소를 이전했다.
2016년 7월부터 애니메이션 사업을, 톱 파트너즈의 자회사 톱 마샬이 신설 한 새로운 레이블 '스마이럴 애니메이션'에 이관했다. 다만 이관 후에도 일부 작품에 있어서 기획 협력 등 부차적인 애니메이션에의 관여는 계속되고 있다.(《무책임 갤럭시☆타일러》 등)
2018년 3월 31일로 성우·탤런트 사업에서 철수. 이에 따라 소속 탤런트는 퇴소를 하게 되었다.
2018년 4월 3일에 주식회사 타이문도(泰文堂, 태문당)의 전주식을 취득. 같은 해 5월 15일 타이문도가 어스 스타 엔터테인먼트를 흡수합병해 해산했다.

### (신) 주식회사 어스 스타 엔터테인먼트
산세이도(三省堂, 삼성당) 전 사원인 篠崎信次가 1916년에 타이문도을 창업해, 영어 참고서의 출판을 시작한다. 1939년 6월에 주식회사 타이문도에 법인화해, 篠崎萬蔵가 사장으로 취임. 2014년 6월 주식회사 이드의 자회사가 된다. 2018년 4월 (구) 주식회사 어스 스타 엔터테인먼트의 자회사가 되어 같은 해 5월에 모회사 (구) 주식회사 어스 스타 엔터테인먼트를 합병하여 상호를 주식회사 어스 스타 엔터테인먼트로 변경. 2018년 7월에 사무소를 시나가와구 메구로 센트럴 스퀘어로 이전했다.
2023년 3월에 모회사 톱 파트너즈의 흡수 합병에 수반하는 해산에 의해, 조부회사 컬처 엔터테인먼트의 직접 자회사가 된다.

## 웹 코믹
- 코믹 어스 스타